# لاري باول
لاري باول (بالإنجليزية: Larry Powell)‏ هو سياسي أمريكي، ولد في 17 سبتمبر 1939 في الولايات المتحدة. حزبياً، نشط في الحزب الجمهوري. وقد انتخب عضو مجلس ولاية كانساس وانتخب عضو مجلس نواب كنساس.